# Zoe Rae
Zoe Rae, née Zoe Rae Palmiter Bech le 13 juillet 1910 à Chicago et morte le 20 mai 2006 à Newberg dans l'Oregon, est une actrice enfant américaine.

## Biographie
Actrice enfant, elle tourna dans cinquante-sept films de 1915 à 1920.
Elle fut l'épouse de Ronald Foster Barlow de 1934 à la mort de celui-ci en 1999.

## Filmographie

### Cinéma
- 1916 : Bettina Loved a Soldier : Bella (en tant que Zoe DuRae)
- 1916 : Gloriana : Gloriana
- 1916 : Naked Hearts : Maud enfant (en tant que Zoe Bech)
- 1916 : The Bugler of Algiers : Rôle secondaire (non créditée)
- 1917 : A Kentucky Cinderella : Zoe
- 1917 : Heart Strings :
- 1917 : My Little Boy : Paul
- 1917 : Polly Put the Kettle On : Susie Vance
- 1917 : The Circus of Life : Daisy Mae
- 1917 : The Cricket : The Cricket enfant
- 1917 : The Little Pirate (en) : Margery
- 1917 : The Silent Lady : Little Kate
- 1918 : En quarantaine : Dolly Paulton
- 1918 : The Kaiser, the Beast of Berlin : Gretel
- 1918 : The Magic Eye : Shirley Bowman
- 1918 : The Star Prince : Star Prince
- 1919 : Le Roi de la prairie de John Ford : Enfant
- 1919 : The Weaker Vessel : Jane

### Courts-métrages
- 1915 : A Letter to Daddy
- 1915 : A Much-Needed Lesson
- 1915 : And by These Deeds
- 1915 : Bobby's Bargain
- 1915 : Dora
- 1915 : Harvest : (en tant que Zoe Bech)
- 1915 : Her Soul Revealed
- 1915 : Love's Enduring Flame
- 1915 : Packer Jim's Guardianship
- 1915 : The Ace of Diamonds
- 1915 : The Canceled Mortgage
- 1915 : The Candidate's Past
- 1915 : The Divided Locket
- 1915 : The Inevitable : (en tant que Zoe Bech)
- 1915 : The Law of Love
- 1915 : The Little Runaways
- 1915 : The Passing Storm
- 1915 : The Stranger in the Valley
- 1915 : Their Hour
- 1916 : A Mountain Tragedy
- 1916 : Betty's Hobo
- 1916 : God and the Baby
- 1916 : Lonesome House
- 1916 : Love Laughs at Dyspepsia
- 1916 : The Attic Princess
- 1916 : The Beloved Liar
- 1916 : The Desperado
- 1916 : The Grip of Crime : (en tant que Zoe Bech)
- 1916 : The Human Cactus
- 1916 : The Sea Lily
- 1916 : Through Baby's Voice
- 1917 : By Speshul Delivery
- 1917 : Chubby Takes a Hand
- 1917 : Heart of Gold
- 1917 : Midnight
- 1917 : The Golden Heart
- 1917 : The Grudge
- 1917 : The War Waif
- 1920 : Rings and Things